# Чочинов, Харви
Харви Макс Чочинов (англ. Harvey Max Chochinov; род. 1958) — канадский врач-психиатр из Виннипега, специализирующийся на паллиативной помощи, заслуженный профессор психиатрии Манитобского университета. Офицер ордена Канады (2015). Член ордена Манитобы. Член Королевского общества Канады.
В 2016 году был предложен премьер-министром Канады Джастином Трюдо к назначению в Сенат Канады, однако отказался от назначения по «личным, семейным и профессиональным причинам».

## Биография
Родился в 1958 году.
В 2015 году был назначен председателем Независимой комиссии по вариантам законодательного ответа на дело Картер против Канады (англ. External Panel on Options for a Legislative Response to Carter v. Canada). Эта комиссия должна была подготовить изменения в канадском законодательстве, необходимые для реализации решения Верховного суда о разрешении эвтаназии— при том что сам Чочинов является противником эвтаназии.
В апреле 2016 года Чочинов возглавил созданную по его инициативе кафедру паллиативной медицины Манитобского университета — первую в Канаде кафедру подобного рода
27 октября 2016 года премьер-министр Джастин Трюдо назвал Чочинова одним из трёх кандидатов на заполнение вакантных мест провинции Манитоба в Сенате Канады. Предполагалось, что в течение следующих нескольких месяцев Трюдо рекомендует данные кандидатуры генерал-губернатору Дэвиду Джонстону, который и проведёт формальное назначение. Однако 2 февраля 2017 года Чочинов сообщил премьер-министру, что он не может принять своё назначение в Сенат по «личным, семейным и профессиональным причинам» (англ. personal, family and professional reasons).

## Научная работа
Харви Чочинов — ведущий канадский специалист в области паллиативной помощи. Он известен как разработчик терапии достоинства: смысл её заключается в том, что врач просит пациента написать подробный анализ своей жизни, что помогает пациенту лучше осмыслить свой жизненный опыт. В Канаде данная методика рекомендуется для всех пациентов, получающих паллиативную помощь в хосписе или на дому, за рубежом она также получила признание.
Чочинов является соучредителем канадского виртуального хосписа — виртуальной площадки для всех специалистов по паллиативной помощи, а также директором отдела исследований паллиативной помощи Манитобы в CancerCare.

## Награды
- офицер ордена Канады (ноябрь 2015) — за заслуги в области паллиативной медицины[21][22].
- член ордена Манитобы[англ.]
- премия имени Фредерика Ньютона Гисборна[англ.] Канадской медицинской ассоциации[англ.] — за вклад в паллиативную помощь[23].